# Янссенс, Франс
Франсуа́ Я́нссенс (нидерл. François Janssens; 25 сентября 1945, Тюрнхаут, Антверпен — 8 января 2024, Лир, Фламандский регион) — бельгийский футболист, игрок национальной сборной.

## Биография

### Игровая карьера
Янссенс начинал карьеру в клубе «Тюрнхаут», в котором отыграл три сезона. Затем он перешёл в «Льерс», в котором он отыграл 15 сезонов, выиграв Кубок Бельгии 1969 года. В последующие годы он играл за «Синт-Никлас» (1982—1983) и «Ворселаар» (1983—1984), в котором он завершил карьеру игрока.
В составе сборной Бельгии принимал участие на чемпионате мира 1970 года и на чемпионате Европы 1972 года, на котором бельгийцы завоевали бронзовые медали.

### Тренерская карьера
Работал помощником тренера и скаутом в нескольких командах.

### Смерть
Скончался 8 января 2024 года в возрасте 78 лет.

## Достижения
Льерс
- Обладатель Кубка Бельгии (1) : 1968/69